# Parque Zoológico El Pinar
El Parque Zoológico El Pinar es el primer jardín zoológico de Caracas, inaugurado el 13 de agosto de 1945 bajo la presidencia de Isaías Medina Angarita. El parque zoológico El Pinar está ubicado en la Parroquia El Paraíso en los antiguos terrenos de la hacienda de «La Vaquera», la cual era propiedad de Juan Vicente Gómez. El Estado tomó posesión de la misma en 1935. Ocupa un área de 7 hectáreas.
Su primer director fue el zootecnista de origen italiano Pio Lava Boccardo (Alessandria, Piamonte, 1902 - Caracas, 1971), quien ya había dirigido previamente el Parque Zoológico de Maracaibo y el Parque Zoológico Las Delicias (Maracay).
Por otra parte, el Parque tiene el programa de «Brigada Ambiental», la cual está integrada por jóvenes interesados en el cuidado de los animales y su hábitat, quienes actúan como guías del parque, ayudan a los visitantes y se aseguran de que los mismos cumplan con las normas del Parque. En caso de observar maltrato a los animales, alimentación indebida a los mismos, daños a las instalaciones, extravío de alguna persona, o simplemente presentar sugerencias o inquietudes, puede dirigirse a cualquiera de ellos.
Algunos de los animales que podemos mencionar son: los Jaguares Maracayo y Maracaya, con sus cachorritos Grachi y Trueno, los cuales nacieron en el parque, hecho que celebra el personal del zoológico, pues es muy difícil la reproducción y fertilización de esta especie; igualmente, Talía, Iris y Apolo, tres pumas nacidos en el parque; han nacido también aquí pavo reales, patos, monos capuchinos, cabras y hasta un burrito, este último forma parte de una especie en peligro de extinción y el parque cuenta también con dantas.
El Parque cuenta con una tienda pequeña, donde puede conseguir papel ecológico, franelas y otros objetos con la impresión del logo del parque.
El Infocentro cuenta con diez computadoras interconectadas que permiten almacenamiento de información, acceso gratuito a Internet Acceso y consultas sobre la información organizada a través del Buscador Temático, Informe Efemérides, Personajes, Biográfica, Gacetas Oficiales, Eureka y el Catálogo Público en Línea de Biblioteca Nacional. Acceso. Igualmente permite la impresión de la información recopilada. En el mismo se encuentra personal capacitado el cual puede prestar su ayuda al usuario en todos estos servicios. De igual modo, en este Infocentro se dictan cursos de utilización de herramientas en Internet, Navegación Avanzada y búsqueda especializada y Manejo del Paquete Office 2000 Professional (Word, Excel, Power Point).
Son normas del parque la protección de todos los animales y se exige no ensuciar, no alimentar a los animales, cuidar las plantas; no se permiten mascotas, bicicletas, patines, patinetas ni pelotas en las instalaciones del mismo.
Otro de los programas que se llevan a cabo en el parque es un Centro de Reciclaje con cinco puntos dentro de sus instalaciones para la colocación de objetos de aluminio y plástico y el producto obtenido del mismo se invierte en mejoras para el parque. 
| Algunas de las especies habitantes en el Zoólogico |  |  |
|                                                    |  |  |